# Rijnwaarden
Rijnwaarden és un municipi de la província de Gelderland, al centre-est dels Països Baixos. L'1 de gener del 2009 tenia 10.992 habitants repartits sobre una superfície de 48,14 km² (dels quals 8,1 km² corresponen a aigua). Limita al nord amb Lingewaard, Duiven i Zevenaar i al sud Millingen aan de Rijn, Kleef i Emmerich am Rhein.

## Centres de població
- Aerdt
- Herwen
- Lobith
- Pannerden
- Spijk
- Tolkamer

## Administració
El consistori consta de 15 membres, compost per:
- Partit del Treball, (PvdA) 3 regidors
- Crida Demòcrata Cristiana, (CDA) 3 regidors
- Kleine Kernen, 3 regidors
- Gemeentebelangen, 3 regidors
- Lijst Lobith-Tolkamer, 3 regidors